# Łętowo (województwo pomorskie)
Łętowo (kaszub. Łentowò, niem. Lantow) – osada kaszubska w Polsce na Pobrzeżu Kaszubskim położona w województwie pomorskim, w powiecie wejherowskim, w gminie Choczewo.
Osada jest siedzibą sołectwa Łętowo, w którego skład wchodzą również miejscowości Gardkowice, Łętówko i Karczemka Gardkowska. To dawny PGR.
W latach 1975–1998 miejscowość administracyjnie należała do województwa gdańskiego.
Inne miejscowości o nazwie zbliżonej: Łętowo-Dąb.

## Demografia
Współczesna struktura demograficzna osady Łętowo na podstawie danych z lat 1995–2009 według roczników GUS-u, z prezentacją danych z 2002 roku:

| WYSZCZEGÓLNIENIE | WYSZCZEGÓLNIENIE | WYSZCZEGÓLNIENIE | WYSZCZEGÓLNIENIE | WYSZCZEGÓLNIENIE | J. m.       | POPULACJA MIESZKAŃCÓW (w przedziałach wiekowych w 2002 roku) | POPULACJA MIESZKAŃCÓW (w przedziałach wiekowych w 2002 roku) | POPULACJA MIESZKAŃCÓW (w przedziałach wiekowych w 2002 roku) | POPULACJA MIESZKAŃCÓW (w przedziałach wiekowych w 2002 roku) | POPULACJA MIESZKAŃCÓW (w przedziałach wiekowych w 2002 roku) | POPULACJA MIESZKAŃCÓW (w przedziałach wiekowych w 2002 roku) | POPULACJA MIESZKAŃCÓW (w przedziałach wiekowych w 2002 roku) | POPULACJA MIESZKAŃCÓW (w przedziałach wiekowych w 2002 roku) | POPULACJA MIESZKAŃCÓW (w przedziałach wiekowych w 2002 roku) | POPULACJA MIESZKAŃCÓW (w przedziałach wiekowych w 2002 roku) |
| WYSZCZEGÓLNIENIE | WYSZCZEGÓLNIENIE | WYSZCZEGÓLNIENIE | WYSZCZEGÓLNIENIE | WYSZCZEGÓLNIENIE | J. m.       | OGÓŁEM                                                       | 0-9                                                          | 10-19                                                        | 20-29                                                        | 30-39                                                        | 40-49                                                        | 50-59                                                        | 60-69                                                        | 70-79                                                        | 80 +                                                         |
| ---------------- | ---------------- | ---------------- | ---------------- | ---------------- | ----------- | ------------------------------------------------------------ | ------------------------------------------------------------ | ------------------------------------------------------------ | ------------------------------------------------------------ | ------------------------------------------------------------ | ------------------------------------------------------------ | ------------------------------------------------------------ | ------------------------------------------------------------ | ------------------------------------------------------------ | ------------------------------------------------------------ |
| I.               | OGÓŁEM           | OGÓŁEM           | OGÓŁEM           | OGÓŁEM           | os.         | 308                                                          | 30                                                           | 65                                                           | 46                                                           | 48                                                           | 42                                                           | 28                                                           | 27                                                           | 17                                                           | 5                                                            |
| I.               | —                | odsetek          | odsetek          | odsetek          | %           | 100                                                          | 9,7                                                          | 21,1                                                         | 15                                                           | 15,6                                                         | 13,6                                                         | 9,1                                                          | 8,8                                                          | 5,5                                                          | 1,6                                                          |
| I.               | 1.               | WEDŁUG PŁCI      | WEDŁUG PŁCI      | WEDŁUG PŁCI      | WEDŁUG PŁCI | WEDŁUG PŁCI                                                  | WEDŁUG PŁCI                                                  | WEDŁUG PŁCI                                                  | WEDŁUG PŁCI                                                  | WEDŁUG PŁCI                                                  | WEDŁUG PŁCI                                                  | WEDŁUG PŁCI                                                  | WEDŁUG PŁCI                                                  | WEDŁUG PŁCI                                                  | WEDŁUG PŁCI                                                  |
| I.               | 1.               | A.               | Mężczyzn         | Mężczyzn         | os.         | 158                                                          | 13                                                           | 30                                                           | 27                                                           | 26                                                           | 25                                                           | 13                                                           | 15                                                           | 7                                                            | 2                                                            |
| I.               | 1.               | A.               | —                | odsetek          | %           | 51,3                                                         | 4,2                                                          | 9,7                                                          | 8,8                                                          | 8,5                                                          | 8,1                                                          | 4,2                                                          | 4,9                                                          | 2,3                                                          | 0,6                                                          |
| I.               | 1.               | B.               | Kobiet           | Kobiet           | os.         | 150                                                          | 17                                                           | 35                                                           | 19                                                           | 22                                                           | 17                                                           | 15                                                           | 12                                                           | 10                                                           | 3                                                            |
| I.               | 1.               | B.               | —                | odsetek          | %           | 48,7                                                         | 5,5                                                          | 11,4                                                         | 6,2                                                          | 7,1                                                          | 5,5                                                          | 4,9                                                          | 3,9                                                          | 3,2                                                          | 1                                                            |

 Rysunek 1.1 Piramida populacji — struktura płci i wieku osady
| I. | OGÓŁEM | OGÓŁEM  | OGÓŁEM            | OGÓŁEM            | OGÓŁEM            | os.     | 308     | 158     | 150     |         |         |         |         |         |         |         |         |         |         |         |
| I. | —      | odsetek | odsetek           | odsetek           | odsetek           | %       | 100     | 51,3    | 48,7    |         |         |         |         |         |         |         |         |         |         |         |
| I. | 1.     | W WIEKU | W WIEKU           | W WIEKU           | W WIEKU           | W WIEKU | W WIEKU | W WIEKU | W WIEKU | W WIEKU | W WIEKU | W WIEKU | W WIEKU | W WIEKU | W WIEKU | W WIEKU | W WIEKU | W WIEKU | W WIEKU | W WIEKU |
| I. | 1.     | A.      | Przedprodukcyjnym | Przedprodukcyjnym | Przedprodukcyjnym | os.     | 82      | 36      | 46      |         |         |         |         |         |         |         |         |         |         |         |
| I. | 1.     | A.      | —                 | odsetek           | odsetek           | %       | 26,6    | 11,7    | 14,9    |         |         |         |         |         |         |         |         |         |         |         |
| I. | 1.     | B.      | Produkcyjnym      | Produkcyjnym      | Produkcyjnym      | os.     | 187     | 108     | 79      |         |         |         |         |         |         |         |         |         |         |         |
| I. | 1.     | B.      | —                 | odsetek           | odsetek           | %       | 60,7    | 35      | 25,7    |         |         |         |         |         |         |         |         |         |         |         |
| I. | 1.     | B.      | a.                | mobilnym          | mobilnym          | os.     | 129     | 74      | 55      |         |         |         |         |         |         |         |         |         |         |         |
| I. | 1.     | B.      | a.                | —                 | odsetek           | %       | 41,9    | 24      | 17,9    |         |         |         |         |         |         |         |         |         |         |         |
| I. | 1.     | B.      | b.                | niemobilnym       | niemobilnym       | os.     | 58      | 34      | 24      |         |         |         |         |         |         |         |         |         |         |         |
| I. | 1.     | B.      | b.                | —                 | odsetek           | %       | 18,8    | 11      | 7,8     |         |         |         |         |         |         |         |         |         |         |         |
| I. | 1.     | C.      | Poprodukcyjnym    | Poprodukcyjnym    | Poprodukcyjnym    | os.     | 39      | 14      | 25      |         |         |         |         |         |         |         |         |         |         |         |
| I. | 1.     | C.      | —                 | odsetek           | odsetek           | %       | 12,7    | 4,6     | 8,1     |         |         |         |         |         |         |         |         |         |         |         |